# Kannusjärvi (sjö i Finland, Norra Karelen)
Kannusjärvi är en sjö i Finland. Den ligger i kommunen Tohmajärvi i landskapet Norra Karelen, i den sydöstra delen av landet, 400 km nordost om huvudstaden Helsingfors. Kannusjärvi ligger 96,5 meter över havet. Den är 15,1 meter djup. Arean är 95,2 hektar och strandlinjen är 4,82 kilometer lång. Sjön  ingår i Vuoksens huvudavrinningsområde.   I omgivningarna runt Kannusjärvi växer i huvudsak barrskog.
I övrigt finns följande vid Kannusjärvi:
- Rauvanjärvi (en sjö)